# Мытник (Вашкинский район)
Мытник — деревня в Вашкинском районе Вологодской области.
Входит в состав Андреевского сельского поселения, с точки зрения административно-территориального деления — в Андреевский сельсовет.
Расстояние по автодороге до районного центра Липина Бора — 33 км, до центра муниципального образования деревни Андреевская — 2 км. Ближайшие населённые пункты — Давыдово, Кононово, Угловая.
По переписи 2002 года население — 5 человек.